# Ciné-Bulles
Ciné-Bulles est une revue québécoise spécialisée en cinéma fondée en 1982 par l'Association des cinémas parallèles du Québec. Son contenu est axé sur le cinéma d'auteur. Elle propose des entretiens, des analyses, des critiques, des portraits et des dossiers.

## Histoire de la revue
Fondée en 1982, la revue Ciné-Bulles a remplacé le Bulletin de l'Association des cinémas parallèles du Québec (ACPQ),. Il s'agissait d'un bulletin d'informations destiné aux membres de l'ACPQ et aux propriétaires de salles de cinéma non commerciales du Québec. La numérotation des volumes de Ciné-Bulles commence donc avec le volume 3 (les deux premiers étant imprimés sous le nom de Bulletin de l'ACPQ). Les membres de l'ACPQ ont d'abord nommé un rédacteur en chef, puis constitué un comité de rédaction et une équipe de collaborateurs.  
Ciné-Bulles est membre de la Société de développement des périodiques culturels québécois (SODEP) depuis 1984. Tous les numéros sont déposés en format numérique sur la plateforme Érudit. La revue est soutenue par le Conseil des arts du Canada, le Conseil des arts et des lettres du Québec et par le Conseil des arts de Montréal. 

### Ligne éditoriale
Ciné-Bulles publie quatre numéros par année dont chacun compte une soixantaine de pages. Elle se consacre aux cinémas québécois et international. Elle comporte des entretiens avec des cinéastes, des analyses, des critiques, des comptes rendus de festivals, des dossiers ainsi que des articles sur tout ce qui entoure le cinéma, comme les lieux de diffusion et les métiers. La revue se positionne comme un outil de vulgarisation cinématographique. 
Depuis 2004, Ciné-Bulles propose également des conférences sur le cinéma. D’abord créées pour les établissements scolaires, elles ont été adaptées pour le grand public (diffuseurs culturels, bibliothèques publiques, maisons de la culture, etc.). C'est Éric Perron, directeur de publication de la revue, qui présente ces conférences.    
Depuis 2018, l'équipe propose le Balado de Ciné-Bulles disponible sur SoundCloud et Spotify. Éric Perron en assure la réalisation-coordination.    

## Comité de rédaction et contributeurs

### Rédaction en chef
Liste des rédacteurs(trices) en chef de la revue :  
- 1983-1988 : Michel Coulombe
- 1988-1989 : Yves Rousseau
- 1990-1991 : Denis Bélanger
- 1991-1994 : Michel Euvrard
- 1994-1999 : André Lavoie
- 1999-2002 : Jean-Philippe Gravel
- 2002-2022 : Éric Perron
- 2022-aujourd'hui : Marie Claude Mirandette

En 2022, le poste de directeur de publication est occupé par Éric Perron.

### Comité de rédaction
Le comité de rédaction est composé de Frédéric Bouchard, Michel Coulombe, Luc Laporte-Rainville, Catherine Lemieux Lefebvre, Marie Claude Mirandette et Zoé Protat.  
Autres responsabilités : Xandra Stefanel est adjointe administrative et Armandine Siess est éditrice. 

## Prix et honneurs
- 2012 : Prix d'excellence de la SODEP, catégorie Prix texte d’opinion critique sur une œuvre littéraire ou artistique pour « Monsieur Lazhar de Philippe Falardeau : Un maître chez nous » écrit par Nicolas Gendron dans Ciné-Bulles, vol. 29, no 4[8].
- 2013 : Prix d'excellence de la SODEP, catégorie Prix Essai, analyse et théorie pour « Le cinéma de Leos Carax : L’image est bonheur » écrit par Jean-François Hamel dans Ciné-Bulles, vol. 30, no 4[8].
- 2016 : Prix d'excellence de la SODEP, catégorie Prix texte d’opinion critique sur une œuvre littéraire ou artistique pour « Danton d’Andrzej Wajda : Il était une fois la Révolution » écrit par Zoé Protat dans Ciné-Bulles, vol. 33, no 3[8].
- 2016 : Prix d'excellence de la SODEP, catégorie Prix Article de fond ou reportage pour « Financement et diffusion du documentaire québécois : Je t’aime moi non plus » écrit par Éric Perron dans Ciné-Bulles, vol. 33, no 3[8].
- 2017 : Prix d'excellence de la SODEP, catégorie Prix Article de fond ou reportage pour « Distribution, salles et autres questions : Ne plus savoir à quel saint se vouer » écrit par Éric Perron dans Ciné-Bulles, vol. 34, no 3[8].
- 2017 : Prix d'excellence de la SODEP, catégorie Prix Portrait ou entrevue pour « Elle de Paul Verhoeven : Une histoire de la violence » écrit par Zoé Protat dans Ciné-Bulles, vol. 34, no 4[8].
- 2017 : Prix d'excellence de la SODEP, catégorie Prix texte d’opinion critique sur une œuvre littéraire ou artistique pour « Cléo de 5 à 7 d’Agnès Varda : Je meurs, moi non plus » écrit par Catherine Lemieux Lefebvre dans Ciné-Bulles, vol. 35, no 1[8].
- 2020 : Prix d'excellence de la SODEP, catégorie Prix Recension critique « Antigone de Sophie Deraspe : Une question de perspective » écrit par Ambre Sachet dans Ciné-Bulles, vol. 37, no 4[8].